# Mapinguaritermes
Mapinguaritermes es un género de termitas  perteneciente a la familia Termitidae que tiene las siguientes especies:

## Especies
1. Mapinguaritermes grandidens
2. Mapinguaritermes peruanus